# Death Metal (album)
Death Metal är det fjärde fullängdsalbumet av svenska death metal-bandet Dismember, som gavs ut 8 augusti 1997 av Nuclear Blast Records. Den japanska versionen av albumet innehåller fyra stycken bonuslåtar. Dismember hade planerat att Chris Reifert (Autopsy, Abscess) skulle sjunga bakgrundssången, men han kunde inte på grund av blandade omständigheter. Albumet spelades in i Sunlight Studios oktober - december, 1996, och mixades december, 1996 - januari, 1997, av Fred Estby, Tomas Skogsberg och Anders Lindström.

## Låtförteckning
1. "Of Fire" - 03:40
2. "Trendkiller" - 02:11
3. "Misanthropic" - 02:59
4. "Let the Napalm Rain" - 03:26
5. "Live For the Fear (of Pain)" - 02:36
6. "Stillborn Ways" - 04:15
7. "Killing Compassion" - 01:48
8. "Bred For War" - 04:18
9. "When Hatred Killed the Light" - 03:31
10. "Ceremonial Comedy" - 03:24
11. "Silent Are the Watchers" - 03:54
12. "Mistweaver" - 04:07

### Bonuslåtar på den japanska utgåvan
1. "Pagan Saviour" (Autopsy cover)
2. "Shadowlands"
3. "After Image"
4. "Shapeshifter"

## Banduppsättning
- Matti Kärki - sång, koncept på omslaget
- David Blomqvist - gitarr
- Robert Senneback - gitarr
- Richard Cabeza - bas, koncept på omslaget
- Fred Estby - trummor, producent, ljudtekniker

### Gästmusiker
- Keren Bruce - knäfiol på "Mistweaver"

## Medverkande
- Tomas Skogsberg - ljudtekniker (trummor)
- Anders Lindström - ljudtekniker (trummor)
- Peter In De Betou - mastering (Cuttingroom)
- Alvaro Tapia - omslagsdesign
- Moonbase 99 Studio - foto, layout